# Regionalismo gallego

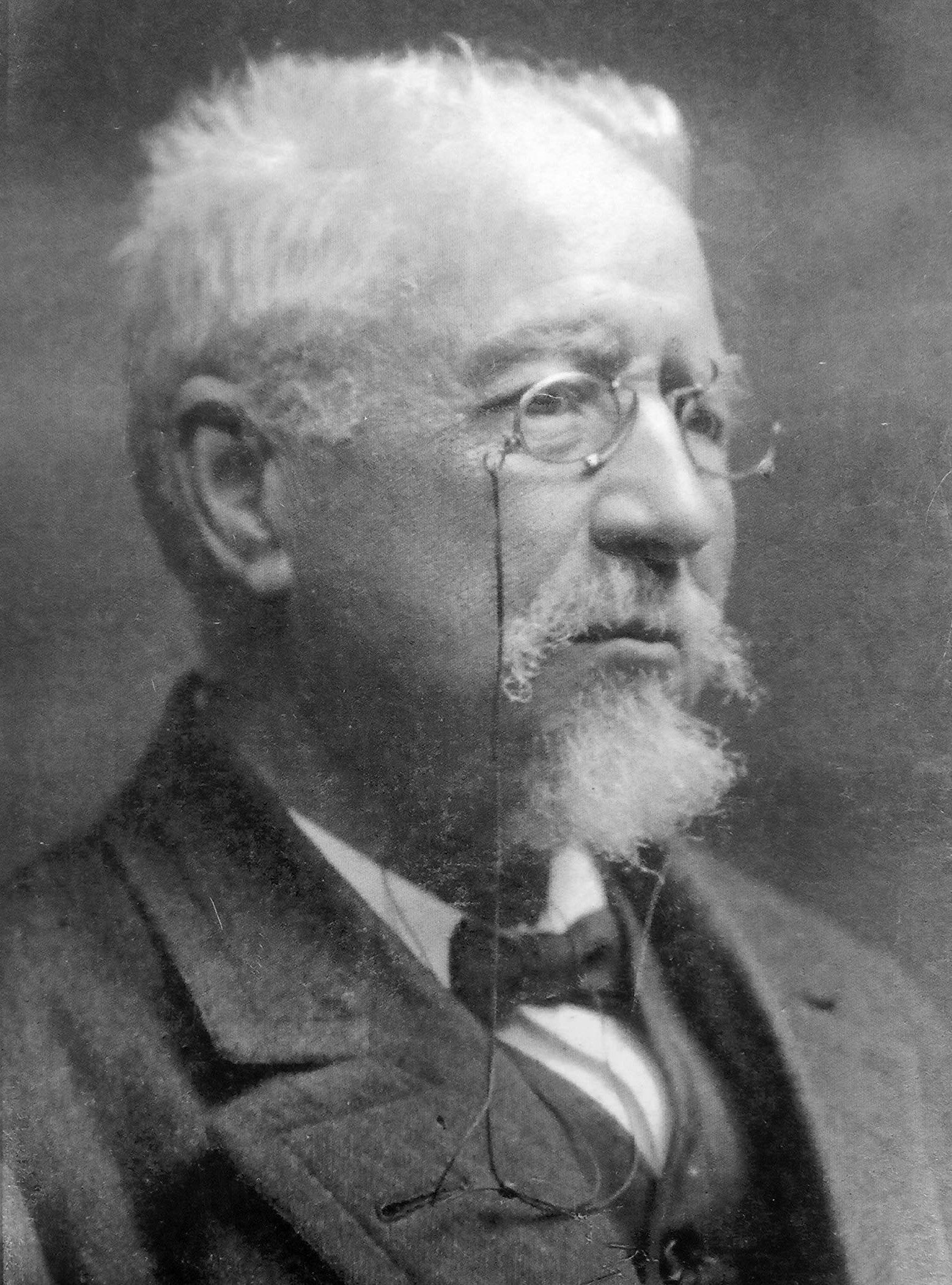
Manuel Murguía.

El regionalismo supone una fase intermedia en el proceso evolutivo del galleguismo, ya que se sitúa a medio camino entre el movimiento galleguista anterior (el provincialismo) y el posterior (el nacionalismo).

## Definición y denominación
En 1886, Manuel Murguía publica su obra Los Precursores. Según Luís Obelleiro, este mismo autor publicará un artículo en La Región Gallega en el que definía a Galicia como una nación, la cual constituía una de las regiones que integraban el territorio del Estado español. De ahí el nombre de regionalismo.
Esta corriente defendía una visión idealizada y utópica, bucólica e idílica, con la finalidad de contestar los tópicos irreales que sobre Galicia inventaron los castellanos en siglos anteriores.

## El movimiento regionalista

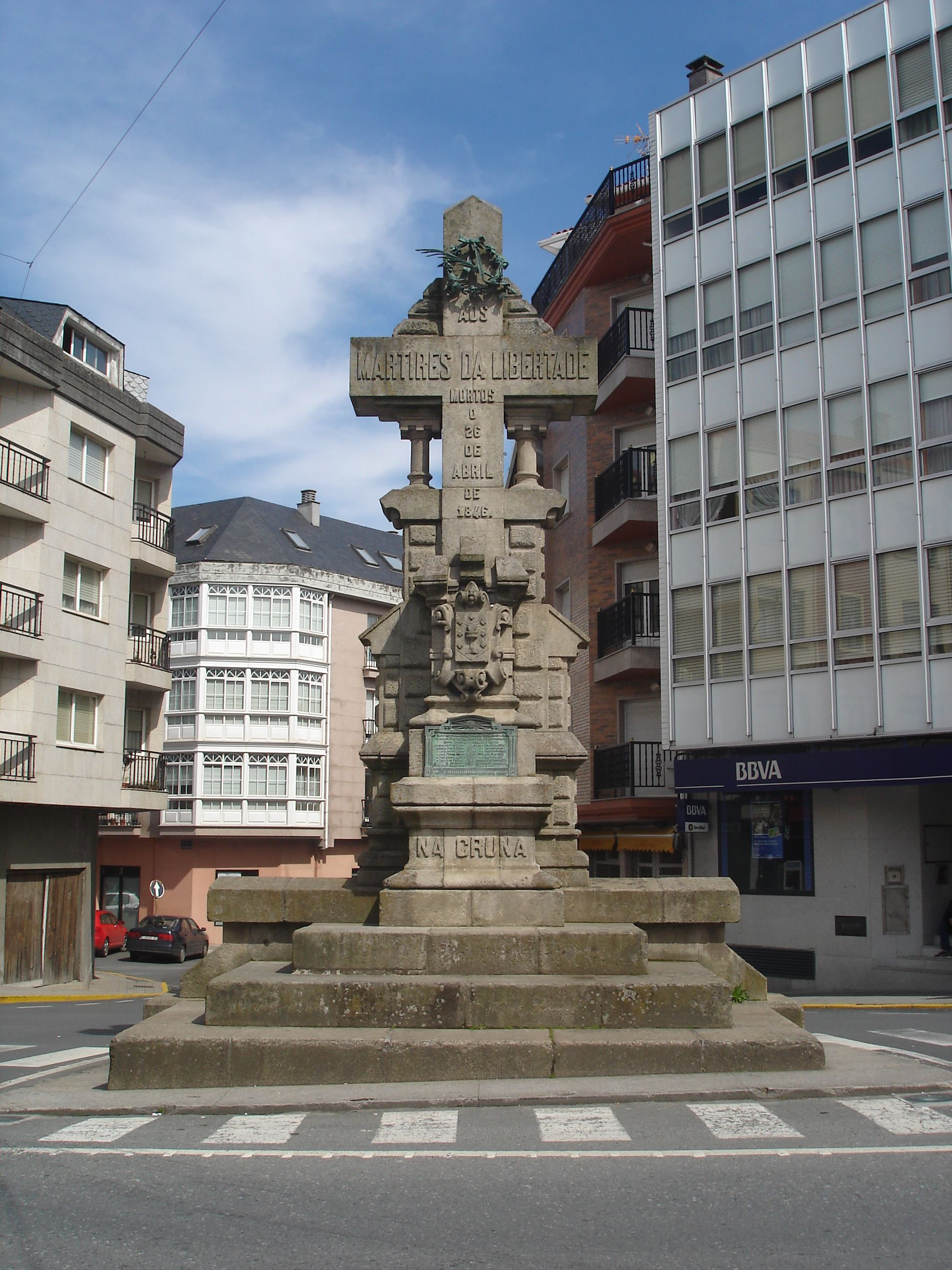
Monumento a los Mártires de Carral, inaugurado en 1905, obra de Juan Álvarez Mendoza. El levantamiento de Solís contra Ramón Narváez supone un hito para el regionalismo gallego.

Según explica Xosé Ramón Barreiro Fernández, el regionalismo gallego parte de la base de la crisis agropecuaria finisecular y de los problemas económicos que ésta trajo consigo. Esto, unido a las críticas al centralismo y al sistema caciquil, conllevó la aparición de tres corrientes diferentes dentro del movimiento regionalista.

### Corrientes del movimiento regionalista
Apuntan historiadores como Xusto Beramendi o Luís Obelleiro tres corrientes diferentes y contradictorias dentro del movimiento regionalista. Estas son:
- La corriente liberal: es la que pasó con mejor consideración a la posterioridad. Liderada por Manuel Murguía, esta tendencia era de corriente progresista. Eran contrarios a la centralización político-económica y cultural, y defendían la existencia de un poder legislativo propio para Galicia. De esta corriente nace igualmente la visión de Galicia como "nación viva", acercándose al modelo de nación defendido por la intelectualidad alemana y separándose de la visión de la nación francesa, basada en el pacto entre individuos.

- La corriente tradicionalista: era la segunda con mayor número de simpatizantes, y estaba enfrentada a la corriente liberal. Estaba liderada por Alfredo Brañas. Se trataba de una corriente de carácter puramente conservador. Aunque era contraria al centralismo y al capitalismo, también estaba en contra del liberalismo, de modo que su objetivo era el reestabelecemento del antiguo orden político y social.

- La corriente federalista: estaba liderada por Aureliano Pereira, y la mayoría de sus simpatizantes pertenecían al Partido Republicano Federal. Afirma Luís Obelleiro que esta corriente defendió el marco definido en el Proyecto de Constitución para el futuro Estado político gallego.

Cualquiera de las tres corrientes eran partidarias de la autonomía política de Galicia, la cual debía recuperar y preservar sus particularidades identitarias culturales y lingüísticas. 

### La Asociación Regionalista Gallega
Una vez definido y consolidado, el regionalismo gallego necesitaba un marco común que permitiese y organizase las tres corrientes antes citadas. Y esta fue la "Asociación Regionalista Gallega", constituida en 1891 y cuyo primer presidente fue Manuel Murguía. A esta asociación se le deben iniciativas de tipo político-cultural, como la organización de los Juegos Florales de Tuy (1891) o la campaña de agitación y propaganda del traslado de los restos de Rosalía de Castro a San Domingos de Bonaval. Pero también es la "Asociación Regionalista Gallega" la madre de iniciativas de tipo únicamente político, como la presentación de una candidatura para el ayuntamiento de Santiago de Compostela o las protestas realizadas contra el fallido traslado de la Capitanía General desde La Coruña hasta León.

### Balance de la labor de los regionalistas
El regionalismo realizó una gran labor política de transición entre el provincialismo y el nacionalismo. Aun así, fracasó relativamente en el sentido de que no fue capaz de implicar a un número considerable de ciudadanos gallegos, ni tampoco logró atraer a las élites económicas (burguesía, hidalguía y clero). Además de esto, sufrió una gran crisis cuando falleció Alfredo Brañas y cuando Aureliano Pereira pasó a formar parte del partido liberal-fusionista. De todos modos, el camino para el posterior nacionalismo gallego ya estaba preparado.